# 1823 en mathématiques
Cet article présente les faits marquants de l'année 1823 en mathématiques.

## Évènements
- 3 novembre : le mathématicien hongrois János Bolyai écrit à son père Farkas Bolyai pour lui faire part de sa découverte sur la théorie des parallèles et de son intention de publier un ouvrage consacré à la géométrie non euclidienne (cf. 1832)[1].

## Prix
- Le mathématicien britannique Charles Babbage obtient la médaille d'or de la Royal Astronomical Society pour sa calculatrice mécanique.

## Naissances
- 7 avril : Jules Hoüel (mort en 1886), mathématicien français.
- 13 avril : Oscar Xavier Schlömilch (mort en 1901), mathématicien allemand.
- 14 juin : Piotr Lavrov (mort en 1900), mathématicien, écrivain, philosophe et sociologue russe.
- 13 octobre : Gaston Lespiault (mort en 1904), mathématicien, physicien, météorologue et astronome français.
- 21 octobre : Enrico Betti (mort en 1892), mathématicien italien.
- 7 décembre : Leopold Kronecker (mort en 1891), mathématicien allemand.
- Gaspard Bovier-Lapierre (mort en 1906), mathématicien français.

## Décès

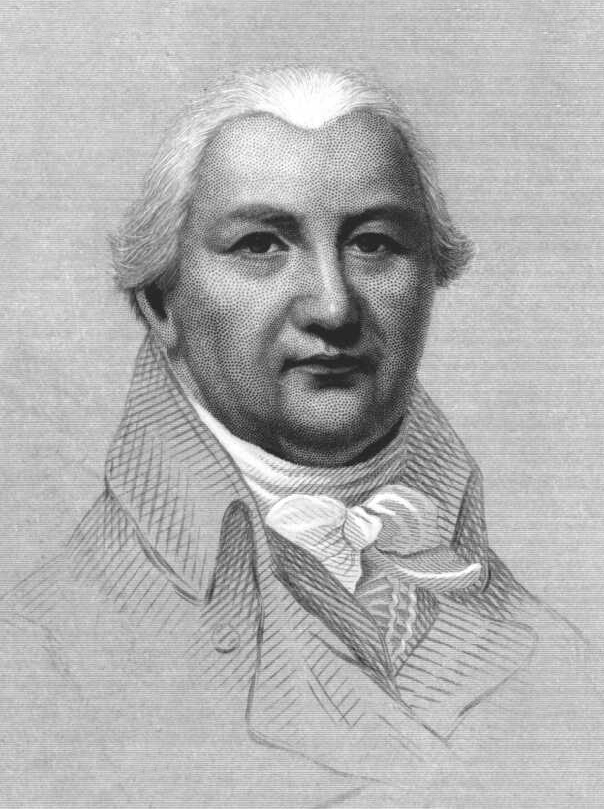
Charles Hutton

- 27 janvier : Charles Hutton (né en 1737), mathématicien britannique.